# Avaaz.org
Avaaz.org (ou simplesmente Avaaz) é uma rede para mobilização social global através da Internet. Sua principal missão é mobilizar pessoas de todos os países para construir uma ponte entre o mundo em que vivemos e o ''mundo que a maioria das pessoas quer''. Fundada em 2007, conjuntamente pela Res Publica, um grupo de advocacia global da sociedade civil, e pelo MoveOn.org, um grupo de ativismo online dos Estados Unidos, que uniram suas experiências no campo jurídico e de ativismo online para formar o Avaaz.org. O site da avaaz.org é operado pela Fundação Avaaz, uma associação sem fins lucrativos. Em 2012 foi criado um novo site de abaixo-assinados da Comunidade da Avaaz, que encoraja as pessoas a criarem suas próprias campanhas usando as ferramentas de abaixo-assinados online da Avaaz—o site permite que pessoas ao redor do mundo iniciem campanhas com âmbito local, nacional e internacional.
Hoje, a Avaaz está presente em 16 línguas, possui mais de 45 milhões de membros espalhados por 194 países e coordena mobilizações em todo o mundo. Os países com maiores números de membros são o Brasil, com mais de 10 milhões de membros e a França, com mais de 4 milhões de membros.

## Co-fundadores
Grupos
Avaaz.org foi co-fundada pela Res Publica, uma "comunidade de profissionais do setor público dedicada a promover a boa governança, virtudes cívicas e a democracia deliberativa", e pela MoveOn.org, um grupo de advocacia progressista sem fins lucrativos dos Estados Unidos. Avaaz também teve o apoio da Service Employees International Union, parceiro na fundação, e da GetUp!, uma organização de campanhas sem fins lucrativos com base na Austrália.
Indivíduos
Os indivíduos que co-fundaram a Avaaz incluem Ricken Patel, Tom Pravda, ex-parlamentar do Estado americano da Virginia, Tom Perriello, Eli Pariser, diretor-executivo da MoveOn, David Madden, empreendedor progressista australiano, Jeremy Heimans (co-fundador da Purpose.com), e Andrea Woodhouse O conselho da Avaaz é formado por Ricken Patel (presidente), Tom Pravda (secretário), Eli Pariser (presidente do conselho), e Ben Brandzel (tesoureiro).
Liderança
O fundador-presidente da Avaaz, e diretor-executivo, é Ricken Patel, de origem canadense e britânica.. Ele é formado em PPE (Politics, Philosophy, Economics) na Balliol College, Oxford University, e possui um mestrado em Políticas Públicas pela Universidade de Harvard. Ele trabalhou para o International Crisis Group em vários lugares do planeta, incluindo Serra Leoa, Libéria, Sudão e Afeganistão, onde diz ter "aprendido a colocar forças rebeldes em uma roda de negociação, monitorar eleições, restaurar a fé da opinião pública em sistemas políticos corruptos e a identificar quando potências estrangeiras estão sendo manipuladas." Ele voltou para os EUA e se tornou voluntário da MoveOn.org, onde aprendeu a utilizar ferramentas digitais para o ativismo.

## Lista de assuntos abordados
A Avaaz atua em assuntos como:
- Emergências
- Corrupção
- Direitos humanos
- Ambiente
- Liberdade de imprensa
- Conflitos
- Democracia

No âmbito destes temas gerais a Avaaz iniciou abaixo-assinados como: Brasil: uma solução para as drogas, Avaaz foi Atacada - Guerra Cibernética vs Poder Popular, entre outros.

## Campanhas realizadas

### 2007
As primeiras campanhas da Avaaz, no ano de 2007, incluíram esforços para apoiar ativistas pró-democracia em Mianmar, impedir a escalada militar no Iraque, e uma solução para o conflito em Israel-Palestina.
- Em janeiro, a primeira campanha da Avaaz trouxe 87 mil "manifestantes virtuais" contra a escalada militar no Iraque em um protesto pacífico, em Washington, DC. O protesto foi paralelo ao lançamento de um novo plano para acabar com a guerra e preservar depósitos de petróleo do Iraque para o povo iraquiano.
- Em março, membros se uniram em prol de uma solução justa e pacífica para o conflito entre Israel e Palestina. Em apoio a essa causa, a Avaaz fez um vídeo, Stop The Clash, que teve mais de 2,5 milhões de acessos, com nove diferentes versões linguísticas e foi eleito o vídeo do YouTube Político do Ano de 2007.
- Em outubro, mais de 800 mil membros assinaram uma petição em apoio a monges e ativistas pró-democracia na Birmânia. A petição, entregue ao primeiro-ministro britânico, Gordon Brown, pediu à China, ao Conselho de Segurança das Nações Unidas e a outros parceiros importantes para se oporem à violenta repressão da junta birmanesa

### 2008
Durante esse ano a comunidade da Avaaz fez campanhas para banir as bombas de fragmentação, trazer a democracia real para o Zimbabwe, fez campanhas inovadoras sobre o Tibete, entre outras.
- Em março, depois que o presidente Robert Mugabe foi reeleito em eleições fraudulentas, 150.000 membros da Avaaz apelaram ao aliado-chave de Mugabe, o presidente Sul Africano, Thabo Mbeki, para pressionar Mugabe por uma reforma democrática real.
- Em abril, depois de uma violenta repressão aos protestos e tumultos no Tibete, 1,5 milhão de membros da Avaaz pediram um diálogo significativo entre a China e o Dalai Lama. No mês seguinte, cerca de 2.000 membros usando camisteas com a frase "uma China" formaram uma corrente humana desde o Dalai Lama até a embaixada chinesa em Londres - um gesto concreto de boa vontade culminando em um protesto com um momento de silêncio pelas vítimas do terremoto em Sichuan.
- Em maio, o sobrevivente de uma bomba de fragmentação, Branislav Kapetanovic, enviou um vídeo de apelo aos membros da Avaaz, que enviou 164.272 e-mails para os líderes do governo pedindo a proibição global dessas armas. Mais de 100 países assinaram um sólido tratado.

### 2009
Durante 2009, membros da Avaaz divulgaram um enorme alerta sobre as questões climáticas, lutaram para proteger a Amazônia brasileira, ajudaram as vítimas do ciclone que atingiu Mianmar, proporcionaram segurança alimentar para o mundo em desenvolvimento e lançaram uma campanha publicitária em Washigton para fechar o centro de detenção de Guantanamo.
- Com os preços dos alimentos subindo, o ministro das Relações Exteriores de Serra Leoa, Zainab Bangura, gravou um vídeo pedindo ajuda aos membros da Avaaz. Mais de 360.000 membros responderam e no encontro de emergência alimentar, em Roma, governos doadores prometeram bilhões em ajuda alimentar de emergência.
- Quando o governo de Mianmar impediu os trabalhadores humanitários de fornecerem suprimentos de necessidade após o ciclone Nargis, 25.000 membros da Avaaz de 125 países doaram US$ 2 milhões para apoiar os esforços dos monges e socorrer as vítimas.
- Em resposta a um projeto que significaria entregar uma grande parte da Amazônia brasileira ao agronegócio, os membros da Avaaz no Brasil fizeram 14.000 telefonemas e enviaram 30.000 mensagens on-line para o escritório do presidente Lula. O projeto foi derrotado.
- Com milhares de doações de membros, a Avaaz lançou uma campanha publicitária em Washington para protestar contra a tortura e os maus-tratos contra os presos no centro de detenção de Guantanamo.
- Em 21 de setembro de 2009, a Avaaz encenou uma "chamada de atenção global" para pressionar os líderes mundiais a tomar medidas sobre o clima.[12]
- Em 12 de dezembro de 2009, a Avaaz organizou 3.241 vigílias à luz de velas em 139 países, mais uma vez para pressionar os participantes da Conferência das Nações Unidas sobre as Mudanças Climáticas de 2009 para chegar a um acordo real, United Nations Climate Change Conference 2009 to reach a "Real Deal",[13] e publicou anúncios no jornal Financial Times para chamar os líderes mundiais para "financiar a luta para salvar o mundo".[14]

### 2010
Em 2010, a Avaaz fez campanhas para defender os oceanos, proteger a liberdade de expressão na Itália, entregar ajuda para as vítimas do terremoto no Haiti e das enchentes no Paquistão, combater a legislação antigay em Uganda, lutar contra a corrupção no Brasil e parar com o "estupro corretivo" na África do Sul.
- Em janeiro, um terremoto devastador atingiu o Haiti. Milhares de membros contribuíram com mais de US$ 1,3 milhão para o socorro e a recuperação do local, direcionando os recursos para grupos locais com  alimentos e remédios. Meses depois, em agosto, quando as enchentes atingiram o Paquistão, membros arrecadaram quase US$ 1 milhão, que foi dado diretamente aos parceiros locais.
- Em julho, 340 mil membros italianos ajudaram a parar a Legge Bavaglio, ou "lei da mordaça", destinada a silenciar editores e jornalistas.
- Também em julho, os membros da Avaaz se uniram por um projeto de lei anticorrupção no Brasil, conhecida como Ficha Limpa. Foi a maior campanha online na história do Brasil até aquele momento, culminando com uma petição de 2 milhões de assinaturas.
- Em dezembro, mais de um milhão de pessoas de todos os países da UE participaram na Iniciativa dos Cidadãos da Europa - um processo que permite que pessoas apresentem petições oficiais exigindo uma resposta. Membros da Avaaz pediram um congelamento imediato dos alimentos geneticamente modificados que entram na UE.
- Em abril, 450 mil membros assinaram uma petição para o presidente do Parlamento de Uganda condenando um projeto de lei que poderia ter sentenciado ugandenses gays à morte.
- À frente das negociações de paz, a Avaaz fez campanha contra a construção de assentamentos israelenses e pediu por uma solução justa de dois Estados.

### 2011
Em 2011 a comunidade da Avaaz trabalhou para acabar com a corrupção na Índia, incentivar hotéis a proteger as mulheres da escravidão sexual, apoiar a revolução pró-democracia que varre o mundo árabe, desafiar o império da mídia de Rupert Murdoch, e muito mais.
- Mais de 317.000 membros da Avaaz advertiram o CEO do Hilton que, a menos que ele parasse de fazer vistas grossas para o tráfico sexual em hotéis, a Avaaz publicaria contundentes anúncios em sua cidade natal. O Hilton então concordou em treinar todos os seus 180.000 funcionários internacionais a identificar e prevenir a escravidão sexual.
- Solidariedade com o povo do Egito: uma petição online lançada em janeiro de 2011 para expressar solidariedade ao povo do Egito durante os protestos em 2011, em que o povo egípcio tentou remover pacificamente o regime ditatorial do presidente Hosni Mubarak, a fim de estabelecer a democracia [15].
- Apelamos para os delegados do Conselho de Segurança das Nações Unidas, chanceleres europeus, e o Alto Representante da União para os Negócios Estrangeiros e Política de Segurança a impor ações específicas para impedir e punir a violência contra civis na Guerra Civil da Líbia em 2011 [16] para criar uma zona de exclusão aérea sobre a Líbia.[17]
- Petição para o primeiro-ministro da Índia, em apoio a Anna Hazare, que começou um jejum para instar o governo a aprovar uma lei rigorosa contra a corrupção.[18]
- Como parte de sua campanha contra o império de Rupert Murdoch, membros da Avaaz realizaram 1.000.000 ações online, fizeram milhares de telefonemas, enviaram 250.000 mensagens para consultas oficiais, patraocinaram três pesquisas nacionais sobre a necessidade de regras mais fortes de mídia. No Inquérito Leveson, o secretário de Cultura, Jeremy Hunt, confirmou que as intervenções da Avaaz retardaram significativamente a sua decisão sobre a aquisição da BSkyB no verão passado, quando 40 mil cartas de membros da Avaaz inundaram sua consulta em abril.

### 2012
Em 2012, a Avaaz trabalhou para se proteger contra ataques à liberdade na Internet, proteger o poder de escolha para as mulheres hondurenhas, angariar apoio para o fim dos subsídios aos combustíveis fósseis antes da Rio+20, e trabalhou para quebrar o blackout da mídia na Síria.
- Trabalhando com outras organizações, como DemandProgress, 3 milhões de membros em todo o mundo assinaram uma petição se opondo ao SOPA, um projeto de lei que poderia ter dado ao governo dos EUA o direito de tirar sites como o YouTube e o WikiLeaks do ar. Os esforços de colaboração destes grupos eliminaram a proposta.
- Em fevereiro, quase três milhões de membros em todo o mundo assinaram uma petição para impedir outra ameaça global à liberdade na Internet, conhecida como ACTA.
- À frente da cúpula Rio+20 a Avaaz lançou uma campanha para acabar com o US$ 1 trilhão de subsídios anuais dos governos em combustíveis fósseis.
- Em maio, 690 mil membros assinaram uma petição contra uma lei hondurenha que poderia ter colocado adolescentes e vítimas de estupro na cadeia por usar a pílula do dia seguinte.
- A Avaaz arrecadou dinheiro para apoiar os cidadãos guatemaltecos a processar uma empresa de mineração canadense por abusos contra os direitos humanos.[19]

### 2013
Feliciano
- Em março, mais de 450 mil pessoas disseram não ao deputado Marco Feliciano na presidência da Comissão de Direitos Humanos e Minorias da Câmara, por causa de suas declarações preconceituosas. A mobilização envolveu outras organizações de defesa dos direitos das minorias e resultou em protestos em Brasília e manifestações de apoio de artistas reconhecidos.[20]

Renan
- Em fevereiro, foram reunidas mais de 1,6 milhão de assinaturas contra Renan Calheiros na presidência do Senado, se tornando a campanha da Avaaz com mais assinaturas no mundo todo. Mais de 150 mil cidadãos em todo o Brasil enviaram emails e ligaram para os senadores pedindo que eles bloqueassem as atividades do Senado até que Calheiros deixasse o cargo.[21]

Dilma Rousseff
- Em junho, foi criada uma petição para o impeachment da Presidente Dilma Rousseff [22]. Em 2015 a petição ganhou força com as investigações da operação Lava-Jato e havia colhido 1,5 milhão de assinaturas até início de fevereiro.

### 2015
- Em Maio, foi criada uma petição para a criação de um polo industrial no Vale do Jequitinhonha.[23]
- Em Junho, foi criada uma petição para a pavimentação completa da BR 367.[24][carece de fontes?]

## Críticas
Em 2008, o político conservador canadense John Baird referiu-se à Avaaz como uma "obscura organização estrangeira" amarrada ao bilionário George Soros.
Em maio de 2012, o site removeu um abaixo-assinado que pedia o retorno do colunista francês Eric Zemmour à rádio RTL, que havia sido mandado embora da emissora por causa de uma crítica feita contra a ministra da justiça Christiane Taubira.
Em janeiro de 2013, após a controvérsia sobre o número de manifestantes nas ruas de Paris, um abaixo-assinado é colocado online para pedir ao presidente francês François Hollande e os parlamentares uma comissão de inquérito sobre a contagem. Em poucos dias, o abaixo-assinado recebeu mais de 10 mil assinaturas. A Avaaz manteve o abaixo-assinado, porém a quantidade de signatários e os nomes destes foram bloqueados, sem quaisquer explicações.
Em maio de 2013, foi criada uma petição para o impeachment da presidente do Brasil Dilma Rousseff Após a posse do segundo mandato de Rousseff, em janeiro de 2015, partidários de seu impeachment enviaram centenas de milhares de e-mails, buscando apoio para o abaixo-assinado. Acusações de parcialidade pelo fato do contador estar congelado levaram o Avaaz a publicar uma nota oficial. Em 10 de fevereiro de 2015, o contador estava funcionando regularmente e contabilizava 1.835.356 assinaturas.
A organização é acusada de realizar propaganda antissionista exigindo que este negocie com o Hamas (grupo que não reconhece o país). Também se mobiliza pela extinção do partido Conservador do Canadá.
Denúncias e críticas reportadas pelo blogueiro e jornalista Luís Nassif mostram que a organização teria tomado o crédito para si da criação e da implantação da lei da Ficha Limpa. (pela lei 9709/1998, um abaixo-assinado criado pela Internet, como os da Avaaz, não tem validade para a criação de um projeto de lei de iniciativa popular) e de ter se apossado de outras conquistas e vitórias, além de acusar a entidade de não ter interesse em transmitir a informação, priorizar algumas campanhas em detrimento de outras pela quantidade de assinaturas e não pela importância, causa ou urgência e acusando a entidade de arrogância e egocentrismo e de ser "potencialmente danosa ao ativismo digital". A ativista da EFF, Jillian York, também acusa a organização de arrogância e egocentrismo, além da acusação de agir com falta de transparência

### Legalidade das assinaturas
No Brasil para que alguma iniciativa popular tenha efeito legal, deve-se coletar as assinaturas conforme artigo 61, parágrafo segundo da Constituição Federal e o site Avaaz não permite baixar as assinaturas das petições. Como exemplo, a petição "Impeachment do Presidente do Senado: Renan Calheiros", foram entregues caixas vazias simbolizando as assinaturas e mostrando a quantidade de assinaturas através de um IPAD.

### Lobby em favor do monitoramento de usuários de aplicativos de mensagens
A Avaaz faz lobby e atua como consultora no Brasil para a aprovação de projetos de Lei que visam quebrar a privacidade do usuário para supostamente controlar a desinformação. Um exemplo disso é o projeto de lei que estabelece regras para o uso e a operação de redes sociais e serviços de mensagem privada via internet (PL 2.630/2020). A Internet Society, assim como a Coalizão Direitos na Rede, demonstram preocupação com o projeto de lei 2.630/2020, que permite a rastreabilidade das comunicações privadas em aplicativos de mensagens instantâneas como WhatsApp e Telegram. Segundo nota da Internet Society, o PL gerará o armazenamento de metadados diretamente associados ao teor de mensagens privadas, ameaçando a privacidade e confidencialidade das comunicações privadas. Além disso, alerta que esse projeto defendido pela Avaaz resultará numa retenção de dados indiscriminada, para todos os usuários de determinado serviço ou aplicação, violando assim o princípio da presunção de inocência garantido pela Constituição Federal e afrontando o princípio da "minimização da preservação de dados pessoais", previstos no Marco Civil da Internet e na Lei Geral de Proteção de Dados Pessoais.

### Acusação sem provas contra ativistas de direitos humanos do Brasil
Em entrevista ao jornal Folha de S.Paulo, o fundador e diretor-executivo da Avaaz, Ricken Patel, acusa, sem apresentar provas, ativistas de direitos humanos, plataformas e extrema direita de atuarem juntos contra projetos de lei que regulam a Internet. "No Brasil, emergiu uma 'coalizão do não faça nada', que une alguns defensores de liberdade de expressão, plataformas e extrema direita. E eles conseguiram tirar de projetos de lei algumas das soluções eficientes."

### Ativismo preguiçoso
Alguns criticam que o foco do Avaaz em abaixo-assinados online e campanhas por e-mail pode encorajar a preguiça, transformando um potencial ativismo em "clicativismo", um ativismo preguiçoso de "sentir-se bem", mas sem um engajamento real.

### Doações
As doações para o Avaaz.org têm sido alvo de escrutínio e suspeitas de fraude. Sites como o Discover the Networks (do David Horowitz Freedom Center criado por David Horowitz) divulgam ao grande público as agendas fontes de recursos de organizações como o Avaaz.org.